# Mariana Sadovská
Mariana Sadovská (* 23. dubna 1972 Lvov, Ukrajina) je ukrajinská herečka, zpěvačka, hudebnice a skladatelka žijící v Kolíně nad Rýnem.

## Život
Narodila se v ukrajinském Lvově roku 1972. Vystudovala klasickou hru na klavír na lvovské konzervatoři a jako náctiletá nastoupila do lvovského divadla Lese Kurbase. Začala účinkovat v divadlech v Kyjevě, Petrohradě a Moskvě. Jejím otcem byl významný umělec, překladatel a písničkář Viktor Morozov, jehož však do svých 18 let neznala. Matka kvůli násilí během divokého období po rozpadu Sovětského svazu v 90. letech odešla do exilu v USA, Mariana ovšem na Ukrajině zůstala.
Později odešla do experimentálního centra ve městě Pontedera v italském Toskánsku. V letech 1991–2001 působila jako herečka, divadelní hudebnice a režisérka v polské vesnici Gardzienice, kde Włodzimierz Staniewski založil experimentální antropologické divadlo. V Polsku také objevila indické harmonium (zvukem se podobající akordeonu), které pojala jako doprovodný nástroj ke svému zpěvu. Začala podnikat etnografické výpravy, kromě Ukrajiny, kde od 90. let sbírala staré lidové písně, také do Irska, Egypta, Brazílie či na Kubu.
V roce 2001 se díky grantu Earth Foundation dostala do New Yorku, kde uspořádala svoje první koncerty experimentální a improvizační hudby. Roku 2002 vydala své první album Songs I Learned in Ukraine. Po přestěhování do Německa založila skupinu Borderland, s níž účinkovala na různých festivalech, jako např. v německém Rudolstadtu (2013). S perkusistou Christianem Thomé vytvořila dvojici Vesna. Na objednávku Kronos Quartetu složila kompozici inspirovanou havárií jaderné elektrárny Černobyl, kterou premiérově uvedla v červenci 2012 v Kyjevě.
Na jaře roku 2022 žila s divadelníkem Andrém Erlenem v Kolíně nad Rýnem.
V České republice účinkovala roku 2007 v pražském Švandově divadle jako host souboru Farma v jeskyni. V březnu 2022 pak vystoupila na koncertech na podporu Ukrajiny a ukrajinských válečných uprchlíků v Městském divadle Brno a pražském Divadle Archa.

## Diskografie
- Metamorfozy: Music of Ancient Greece (Altmaster, Polsko, 2000) – kolektivní projekt Gardzienice[6][7]
- Songs I Learned in Ukraine (Global Village Music, 2001)[6][8][9]
- Budemo wesnu spiwaty. Song Tree (Polský rozhlas Lublin, 2001)[6][10]
- Borderland (USA, 2005)[6][10]
- The Rusalka Cycle (Diaphonica, USA, 2007) – autorka hudby a producentka, nahrál americký pěvecký soubor východoevropských žen Kitka[6][10][11]
- Singing Through Darkness (USA 2010) – autorka hudby, nahrál soubor Kitka[10][12][13]
- Harmonia (Agora SA & Kiton Art Records, Polsko, 2010) – kolektivní projekt[14]
- Just Not Forever (Wizmar Records, Německo, 2011)[15]
- Might Be (USA, 2012) – kolektivní projekt Ark Ensemble[10][16]
- Vesna (Flowfish Records, Německo, 2016) – ve dvojici s Christianem Thomé[17]